# Gavino Matta
Gavino Matta (n. 9 iunie 1910, Sassari, Italia – d. 20 ianuarie 1954, Sassari, Italia) a fost un boxer ce a reprezentat Italia, medaliat olimpic. A participat la o ediție a Jocurilor Olimpice (1936) în care a câștigat o medalie de argint.

## Participări
Lista de mai jos prezintă principalele competiții la care a participat Gavino Matta de-a lungul carierei.
- boxing at the 1936 Summer Olympics – flyweight[*]